# Euphorbia suborbicularis
Euphorbia suborbicularis är en törelväxtart som beskrevs av Mats Thulin. Euphorbia suborbicularis ingår i släktet törlar, och familjen törelväxter. Inga underarter finns listade i Catalogue of Life.